# Liste de statues équestres d'Ukraine
Cet article recense les statues équestres en Ukraine.

## Liste
Cette liste inclut les œuvres situées en Crimée, une région annexée par la Russie en 2014 et que l'Ukraine considère comme faisant toujours partie de son territoire.
| Œuvre                                                       | Auteur                                                             | Commune             | Localisation                    | Notes | Installation | Coordonnées                       | Illustration                                              |
| ----------------------------------------------------------- | ------------------------------------------------------------------ | ------------------- | ------------------------------- | --- | ------------ | --------------------------------- | --------------------------------------------------------- |
| Statue équestre de Bohdan Khmelnytsky (uk)                  | Pavlo Heveke (uk)                                                  | Donetsk             |                                 | Bohdan Khmelnytsky | 1954         | 47° 58′ 09″ nord, 37° 55′ 45″ est | Image manquante                                           |
| Statue équestre d'Alexandre Nevski                          | Oleksandr Porojniouk (uk)                                          | Donetsk             |                                 | Alexandre Nevski |              | 48° 02′ 17″ nord, 37° 46′ 53″ est | Statue équestre d'Alexandre Nevsky, Donetsk               |
| Statue équestre de Daniel de Galicie                        |                                                                    | Halytch             |                                 | Daniel de Galicie | 1998         | 49° 07′ 26″ nord, 24° 43′ 42″ est | Image manquante                                           |
| Statue équestre d'Alexandre Souvorov                        | Boris Edwards                                                      | Izmaïl              |                                 | Alexandre Souvorov | 1945         | 45° 20′ 25″ nord, 28° 50′ 03″ est | Statue équestre d'Alexandre Souvorov, Izmaïl              |
| Monument aux fondateurs de Kharkiv (uk)                     | Zourab Tsereteli                                                   | Kharkiv             |                                 | Kharko (uk) | 2004         | 50° 00′ 30″ nord, 36° 13′ 42″ est | Monument aux fondateurs de Kharkiv, Kharkiv               |
| Statue équestre de Nikolaï Chtchors (uk)                    | Basyl Borodaï (uk), Mykhaïlo Lysenko (uk), Mykola Soukhodolov (uk) | Kiev                | Boulevard Taras Chevtcheko (uk) | Nikolaï Chtchors | 1954         | 50° 26′ 43″ nord, 30° 30′ 03″ est | Image manquante                                           |
| Monument aux défenseurs des frontières de la Patrie         |                                                                    | Kiev                |                                 | |              | 50° 27′ 04″ nord, 30° 30′ 51″ est | Monument aux défenseurs des frontières de la Patrie, Kiev |
| Saint Georges et le Dragon                                  |                                                                    | Kiev                |                                 | Georges de Lydda | 2015         | à géolocaliser                    | Image manquante                                           |
| Statue équestre de Bohdan Khmelnytsky                       | Mikhaïl Mikéchine                                                  | Kiev                | Place Sophia (uk)               | Bohdan Khmelnytsky | 1888         | 50° 27′ 13″ nord, 30° 31′ 01″ est | Statue équestre de Bohdan Khmelnytsky, Kiev               |
| Statue équestre de Petro Sahaïdatchnyi (uk)                 | Valeriy Chvetsov (uk), Boris Krilov (uk), Oles Sidorouk (uk)       | Kiev                | Place des contrats              | Petro Sahaïdatchnyi | 2001         | 50° 27′ 47″ nord, 30° 31′ 06″ est | Image manquante                                           |
| Statue équestre de Sviatoslav Ier                           | Boris Krylov (en)                                                  | Kiev                |                                 | Sviatoslav Ier | 2002         | à géolocaliser                    | Image manquante                                           |
| Statue équestre de Sviatoslav Ier                           | O. Pergamenchtchikov                                               | Kiev                |                                 | Sviatoslav Ier | 2004         | à géolocaliser                    | Image manquante                                           |
| Statue équestre de Kliment Vorochilov (uk)                  |                                                                    | Louhansk            |                                 | Kliment Vorochilov | 1981         | 48° 34′ 12″ nord, 39° 17′ 50″ est | Statue équestre de Kliment Vorochilov, Louhansk           |
| Statue équestre de Daniel de Galicie                        | Vasyl Yarytch (uk), Roman Romanovitch                              | Lviv                | Place Halytska (uk)             | Daniel de Galicie | 2001         | 49° 50′ 22″ nord, 24° 01′ 57″ est | Image manquante                                           |
| Ivan et l'Oiseau de feu                                     |                                                                    | Mykolaïv            |                                 | Ivan le fou (uk) |              | à géolocaliser                    | Ivan et l'Oiseau de feu, Mykolaïv                         |
| Statue équestre du prince Igor                              |                                                                    | Novhorod-Siversky   |                                 | Igor de Kiev |              | 52° 00′ 34″ nord, 33° 16′ 01″ est | Statue équestre du prince Igor, Novhorod-Siversky         |
| Monument aux soldats de la Première armée de cavalerie (uk) |                                                                    | Olesko              |                                 | Semion Boudienny |              | 49° 57′ 55″ nord, 24° 55′ 37″ est | Monument aux soldats de la Première armée de cavalerie    |
| Saint Georges et le Dragon                                  |                                                                    | Sébastopol          | Parc Pobedy (ru)                | Georges de Lydda. Comme le reste de la Crimée, Sébastopol est administrée par la Russie mais revendiquée par l'Ukraine |              | 44° 35′ 59″ nord, 33° 27′ 23″ est | Saint Georges et le Dragon, Sébastopol                    |
| Statue équestre du prince Igor                              |                                                                    | Stanytsia Louhanska |                                 | Igor de Kiev |              | 48° 37′ 19″ nord, 39° 29′ 58″ est | Statue équestre du prince Igor, Stanytsia Louhanska       |
| Statue équestre de Daniel de Galicie (uk)                   | Boris Roudy, Bogdan Roudy                                          | Ternopil            | Place de la Liberté (uk)        | Daniel de Galicie | 2001         | 49° 33′ 09″ nord, 25° 35′ 24″ est | Image manquante                                           |
| Statue équestre d'Alexandre Souvorov                        | Boris Edwards                                                      | Toultchyn           |                                 | Alexandre Souvorov | 1954         | 48° 40′ 24″ nord, 28° 51′ 21″ est | Statue équestre d'Alexandre Souvorov, Toultchyn           |